# نبرد لیتل بیگ‌هورن

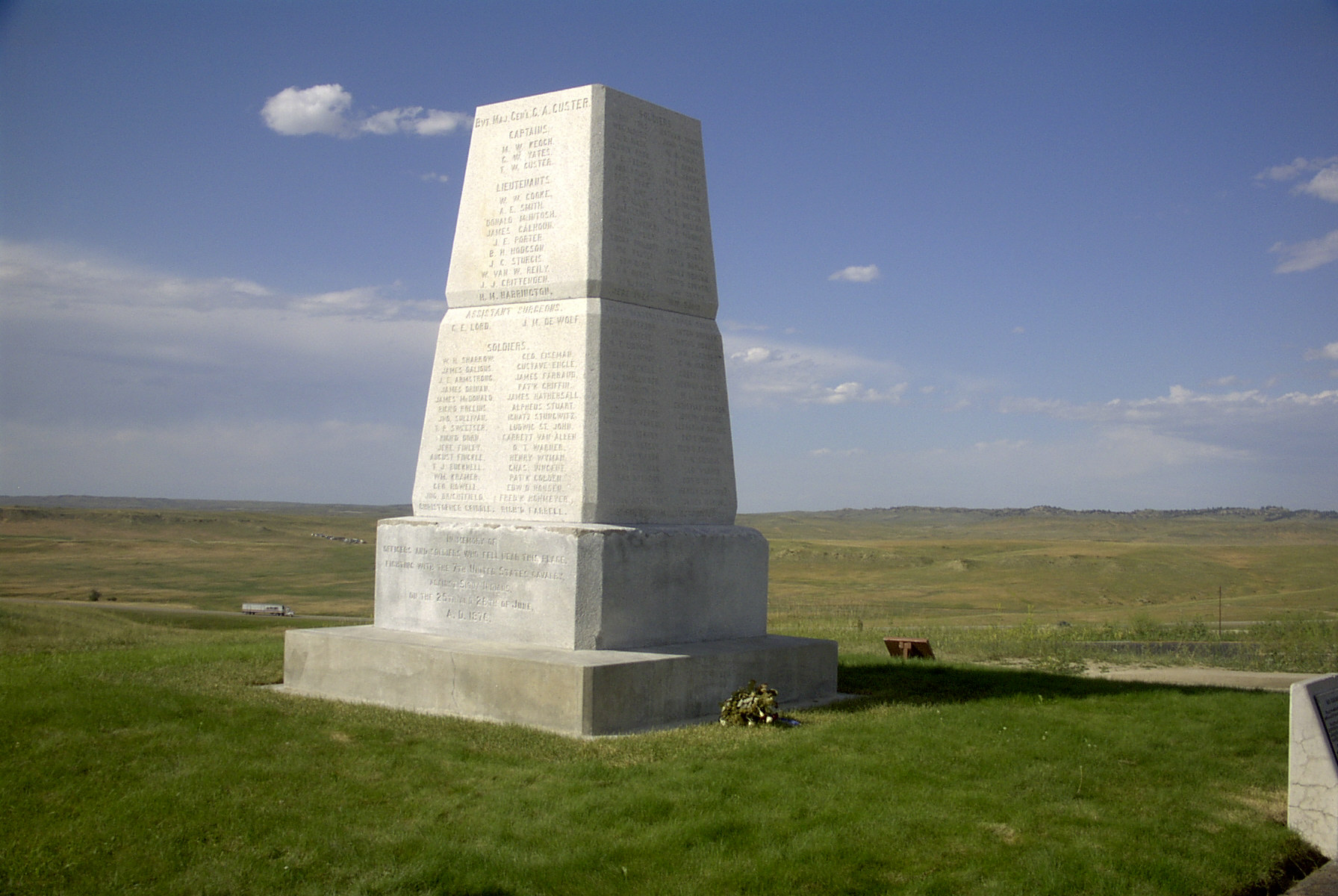
یادوارهٔ ارتش آمریکا در مکانی که اجساد کشته‌شدگان هنگ هفتم سواره‌نظام در یک گور دسته‌جمعی توسط سرخ‌پوستان خاک شده‌بود.

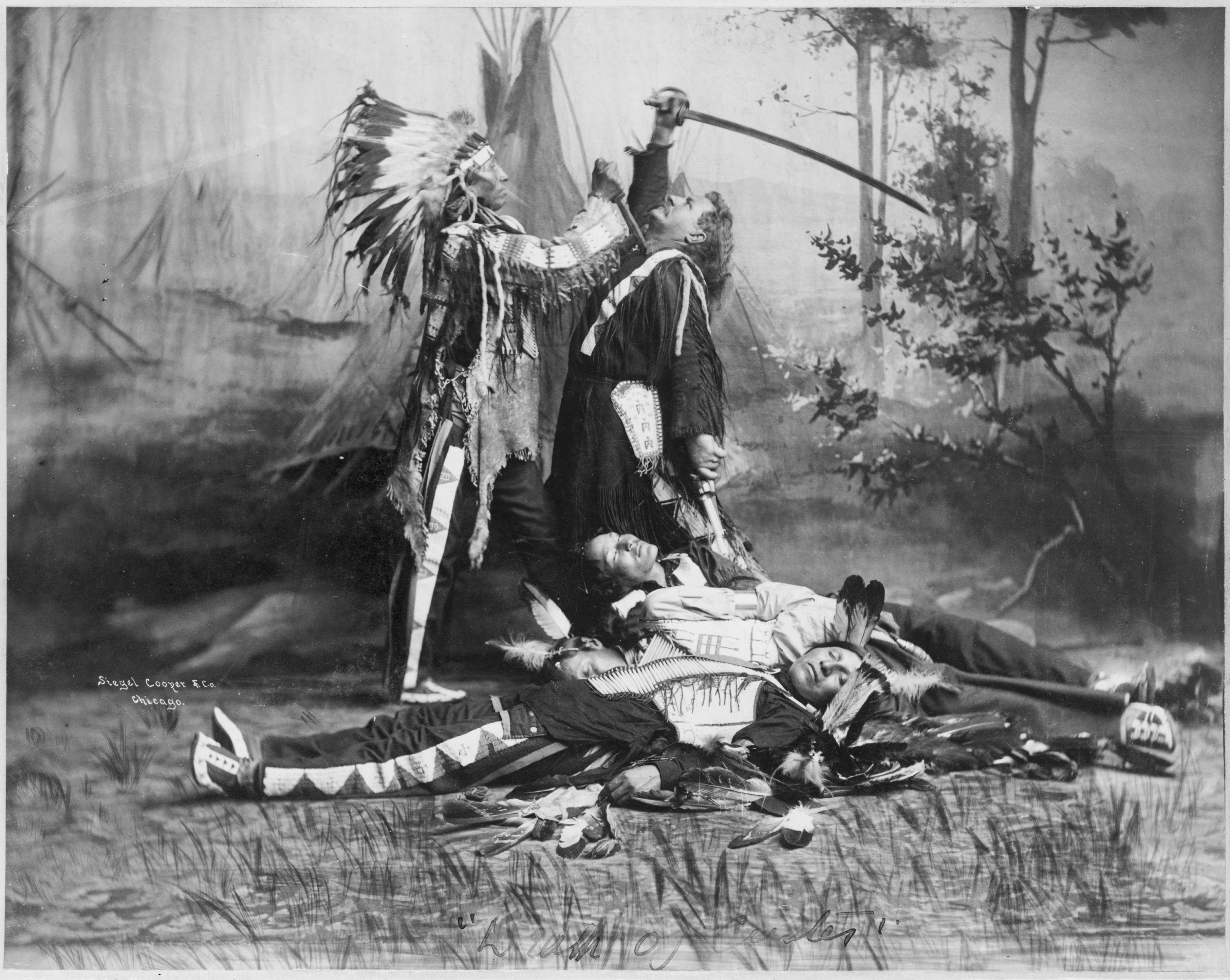
صحنه‌ای از یک نمایش‌نامهٔ غرب وحشی که لحظهٔ کشته‌شدن سرگرد کاستر، فرمانده هنگ هفتم سواره‌نظام توسط گاو نشسته، رهبر قبیله سو را بازسازی می‌کند.

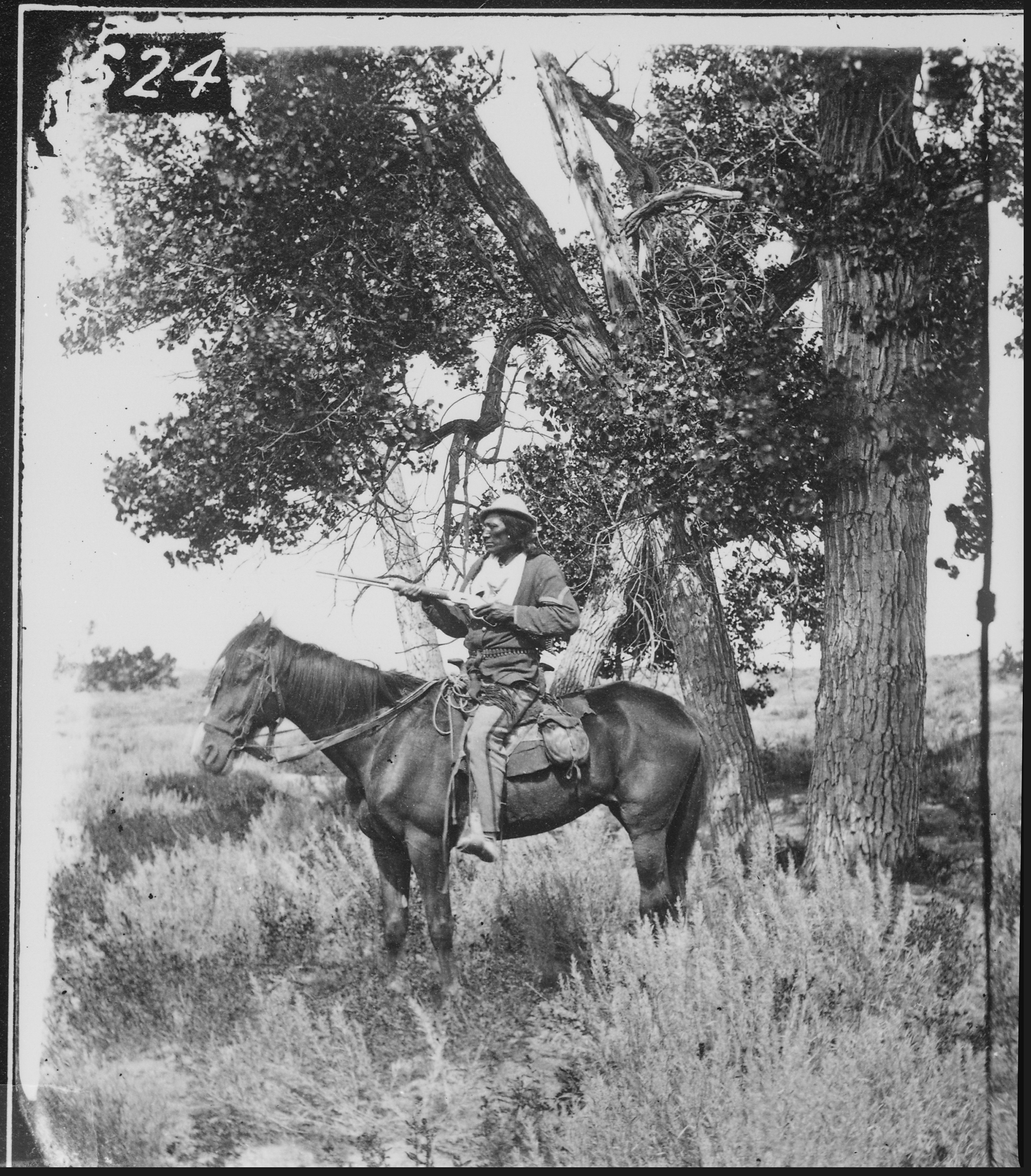
چاقوی خونی، یکی از اعضای قبیله هانک‌پاپا سو بود که به خدمت هنگ هفتم سواره‌نظام درآمده بود و به سرگرد کاستر خدمت می‌کرد. او در نبرد لیتل بیگ‌هورن، در صفوف هنگ هفتم کشته‌شد، قبایل سرخ‌پوست پس از پیروزی، بخاطر نفرتی که از او داشتند، سرش را از تنش جداکردند و تا متلاشی‌شدن کاملِ سرش، آن را به نیزه‌ای آویزان کرده بودند.

نبرد لیتل بیگ‌هورن (به انگلیسی: Battle of the Little Bighorn) نام نبردی مهم در جنگ‌های سرخ‌پوستان است که در تاریخ ۲۵ و ۲۶ ژوئیه ۱۸۷۶ در نزدیکی رود لیتل بیگ‌هورن در قلمرو مونتانا رخ داد. طی نبرد لیتل بیگ هورن، قبیله‌های سرخ‌پوستِ شاین، لاکوتا و آراپاهو با هنگ هفتم سواره‌نظام نیروی زمینی ایالات متحده آمریکا جنگیدند و به پیروزی رسیدند.

## نگارخانه

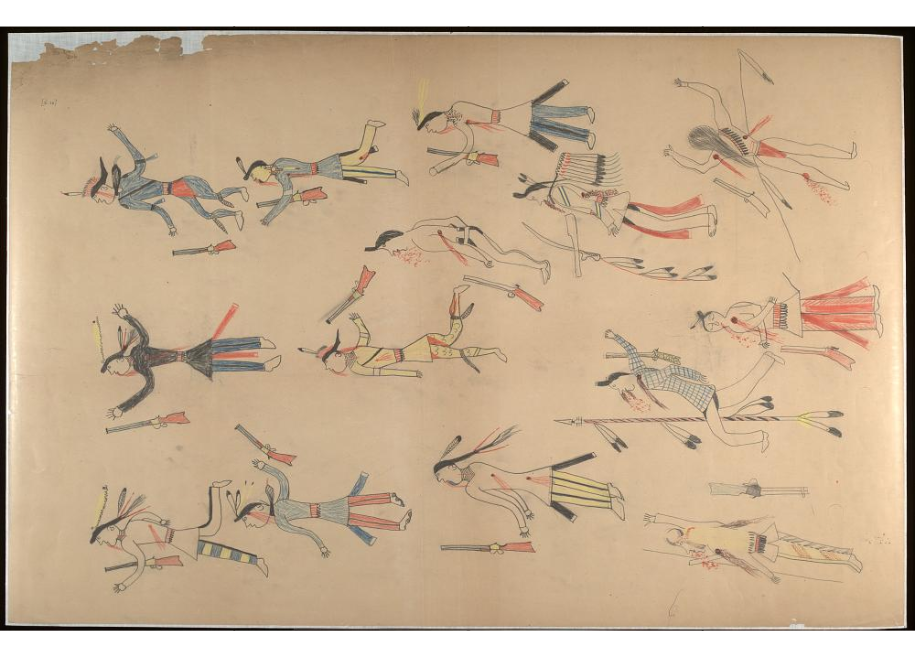
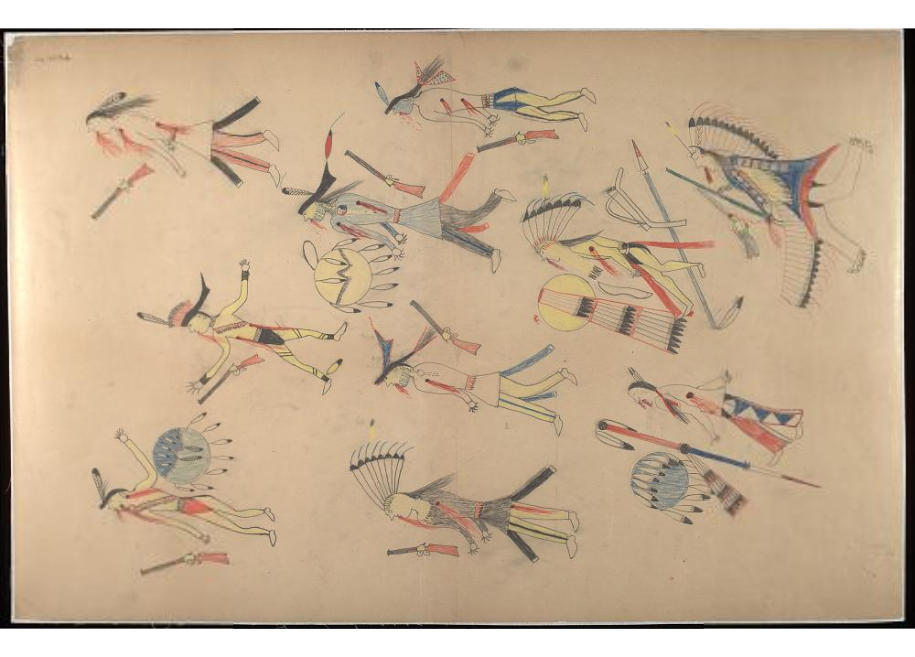
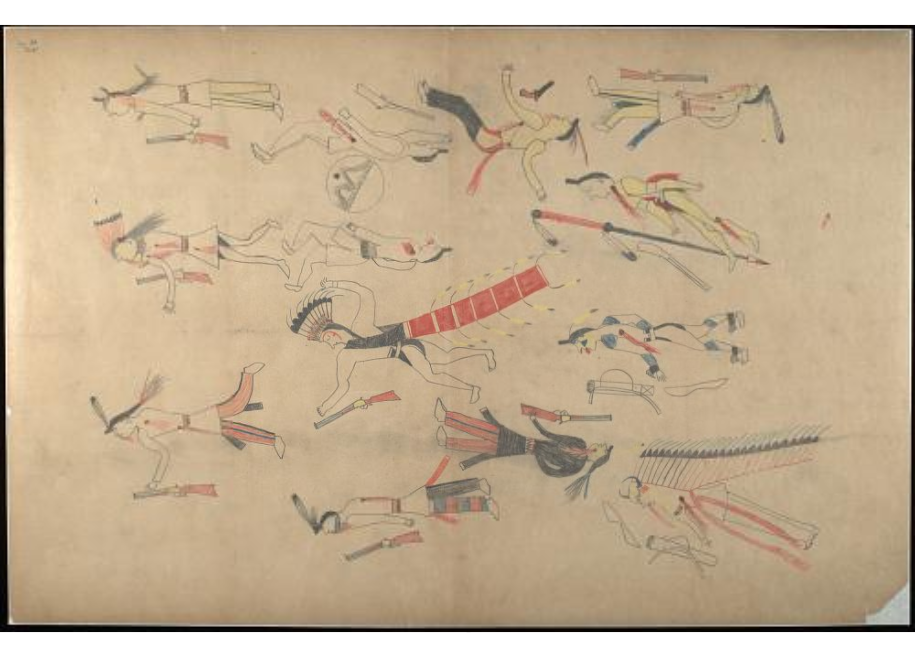
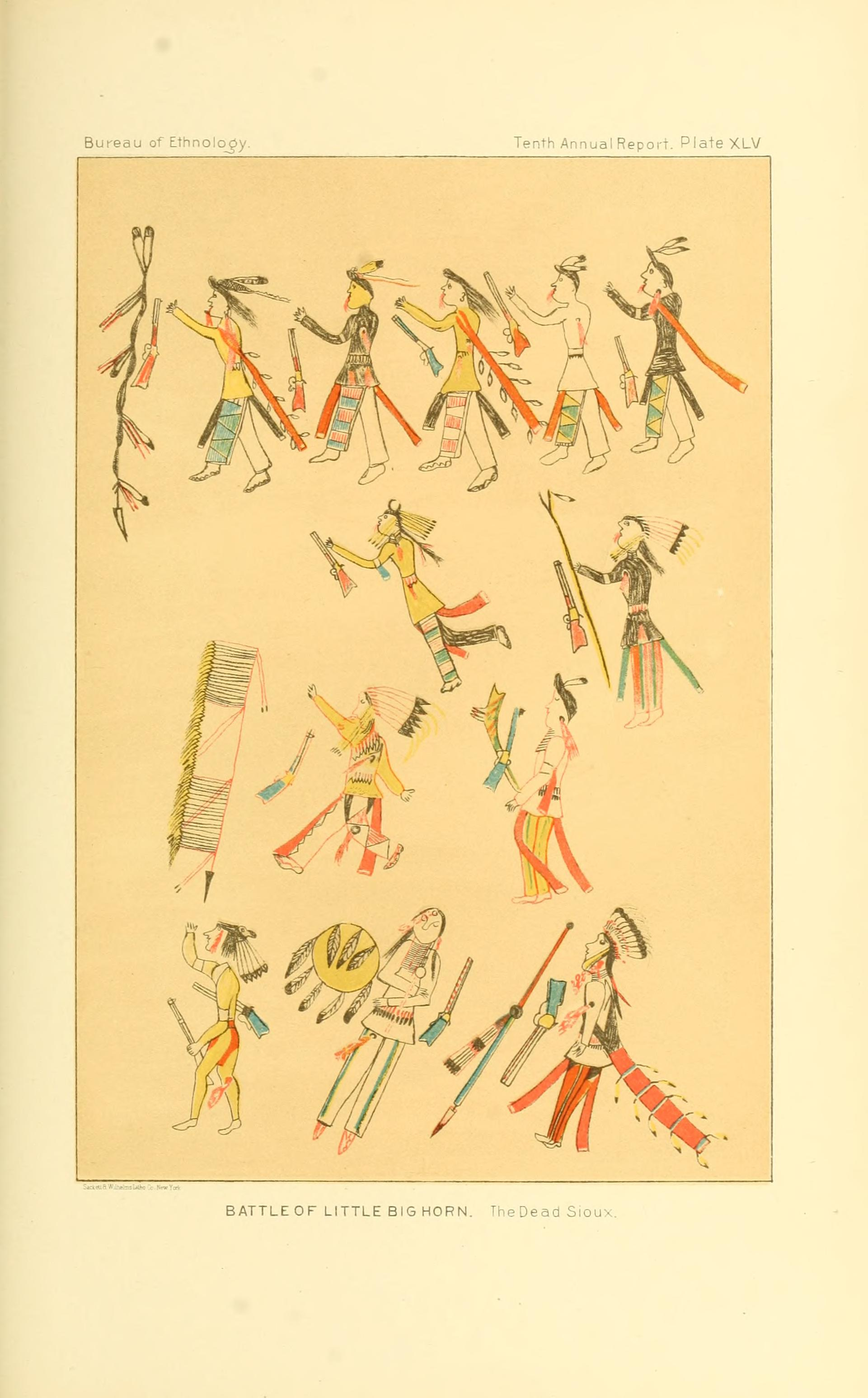